# Марцін Ґрохольський
Марцін Ґрохольський гербу Сирокомля (або Мартин Грохольський; пол. Grocholski Marcin, 1727 — 28 жовтня 1807, Львів) — державний, політичний та військовий діяч Речі Посполитої, останній брацлавський воєвода, меценат.

## Життєпис
Народився в сім'ї земського судді Міхала Ґрохольського та його дружини Анни з Радзимінських.
За період свого життя обіймав такі посади: хорунжий звенигородський (1760), хорунжий вінницький (1762), хорунжий брацлавський (1772), каштелян брацлавський 1774 З 1790 був брацлавським воєводою.
Член комісій: емфітевтичної коронної 1775; військової обох націй, у 1788—1792 рр. двічі в ній головував. Широкогребельський і Крушлинецький староста, 1766 року отримав лист на командування панцирною хоругвою після відставки батька. Спочатку разом з братом Францішком Ксаверієм належали до «патріотичного» табору, а 1760 р. був послом на сеймі від Брацлавського воєводства. Після коронації Станіслава Августа Понятовського, якому Ґрохольські дуже завдячували, перебував у його свиті. Король зарахував його до кола конфідентів і довірив йому в Брацлавщині надання менших посад (подібно як від Тизенгауза в Литві, Стемповського на Волині). Саме завдяки Марціну та його братові король мав уплив на Станіслва Щенсного Потоцького. Відтоді між Ґрохольськими й Потоцькими часто бували суперечки, незважаючи на приязнь у стосунках і відсутність різниці у принципових цілях.
Марцін Ґрохольський мав твердий, непоступливий характер, проте на сеймиках керівництво шляхтою довіряв братові.
Брав активну участь в організації Чорноморської торговельної компанії; у 1782—1784 роках активно листувався з королем з цього приводу. У березні 1783 року в Білій Церкві познайомився з Григорієм Потьомкіним, був запрошений до Херсону для перемовин щодо чорноморської торгівлі. Інформував про це короля. Отримавши відповідь, подався до Херсону. В липні повернувся та доповів королю про результати. Під час візиту отримав від короля Станіслава Августа дозвіл на торгівлю на основі власних статків під прапором Російської імперії. У лютому-квітні 1792 року наполягав на прийнятті Брацлавськими сеймиками присяги на вірність Конституції 1791 р. та висланням делегації з подякою до короля. За це король листом 23 квітня 1792 р. дякував йому (сеймиком керував син М. Ґ. Ян Дуклян — обозний польний коронний).
Найчастіше мешкав у Грицеві, де сприяв будівництву пишного палацу, каплиці та греко-католицької церкви; рідше в П'ятничанах під Вінницею. В обох місцях (палацах) приймав короля Станіслава Августа 1781, який у листі від 10 січня 1782 р. писав, що хотів би бачити плани та ескізи цих двох палаців.
Незважаючи на будівництво ще двох палаців, успадковані родинні маєтки значно не примножив. Мусив виплатити посаги сестрам, донькам (Потоцькій, Замойській, Четвертинській) від першого шлюбу з Цецилією Мишкою-Холоневською (донька буського каштеляна Адама Алоїза). У цьому шлюбі мав 5 синів:
- Ян Дуклян
- Адам — загинув під Мацейовичами
- Міхал — звенигородський староста
- Миколай — губернатор подільський, меценат, колекціонер[5]
- Людвік.

Удруге взяв шлюб у поважному віці з Антоніною Лоською з Галецьких, яка розлучилася з другим чоловіком. Вона була наставницею для Софії Щенсної Потоцької.
Похований у родинному костелі домініканців у Вінниці (як і брат Францішек Ксаверій).

## Ґрохольський і Україна
Палац Ґрохольських у П‘ятничанах почав будувати шляхтич Михайло Ґрохольський, потім роботу над палацом-фортецею перейняв його син Марцін Ґрохольський. Будували Вінницький палац полонені у військових походах турки. Це була вишукана і велична споруда, оточена вісьма гектарами чудового парку. Всього у п‘ятничанському палаці у дні його розквіту нараховувалось 58 кімнат. У палаці Ґрохольських була своя каплиця та чимала кількість тематичних залів. Так, була там арабська, помпейська зали. Була й гербова, мисливська та столова. Прикрашали ці зали дорогоцінна колекція родинних портретів роботи пензля відомих майстрів, дивовижна колекція зброї та лицарських обладунків. Крім того, була в залі чудова бібліотека. Вона налічувала 10 000 томів англійською, польською та французькою мовами. Мешканці палацу любили влаштовувати звані вечори та бали, на які скликали знать з усієї округи. Часто влаштовували в палаці лови. Спеціально для цього у звіринці в Чорному лісі за півтора кілометра від палацу вирощували близько 150 оленів. А в замковій псарні доглядали хортів та гончих псів. Була в замку і стайня. В ній жили 36 арабських скакунів. Крім того, у башті біля стайні зберігалася колекція старовинних карет, вік деяких із них сягав більше сотні років. 
Зараз, поглянувши на захаращений парк диспансеру, про таке навіть подумати важко. А тоді, у 1780-х роках, палац вражав своєю красою та розкішшю і був одним з найкращих на території сучасної України. У стінах палацу неодноразово приймали коронованих осіб. Не один день провів у п‘ятничанському палаці Ґрохольських останній король Польщі Станіслав Август. Зупинялася тут і російська імператриця Катерина ІІ. Слава палацу щезла у вогні революції. У ніч з 17 на 18 січня 1918 року палац підпалили. Нащадок Марціна граф Здислав Ґрохольський встиг дещо вивезти з палацу до підпалу, проте частину скарбів Ґрохольських урятувати не вдалося.